# Niepla
Niepla [pronunciación en polaco: /ˈɲepla/] es un pueblo en el distrito administrativo de Gmina Jasło, dentro del Distrito de Jasło, Voivodato de Subcarpacia, en el sudeste de Polonia. Se encuentra aproximadamente 12 kilómetros al este de Jasło y 40 kilómetros al sudoeste de la capital regional, Rzeszów.